# 迪诺·迪亚纳
迪诺·迪亚纳（義大利語：Dino Diana，1883年—？），意大利前男子击剑运动员。他曾代表意大利参加1908年夏季奥林匹克运动会击剑比赛男子个人重剑和男子个人佩剑比赛。